# Piscina natural

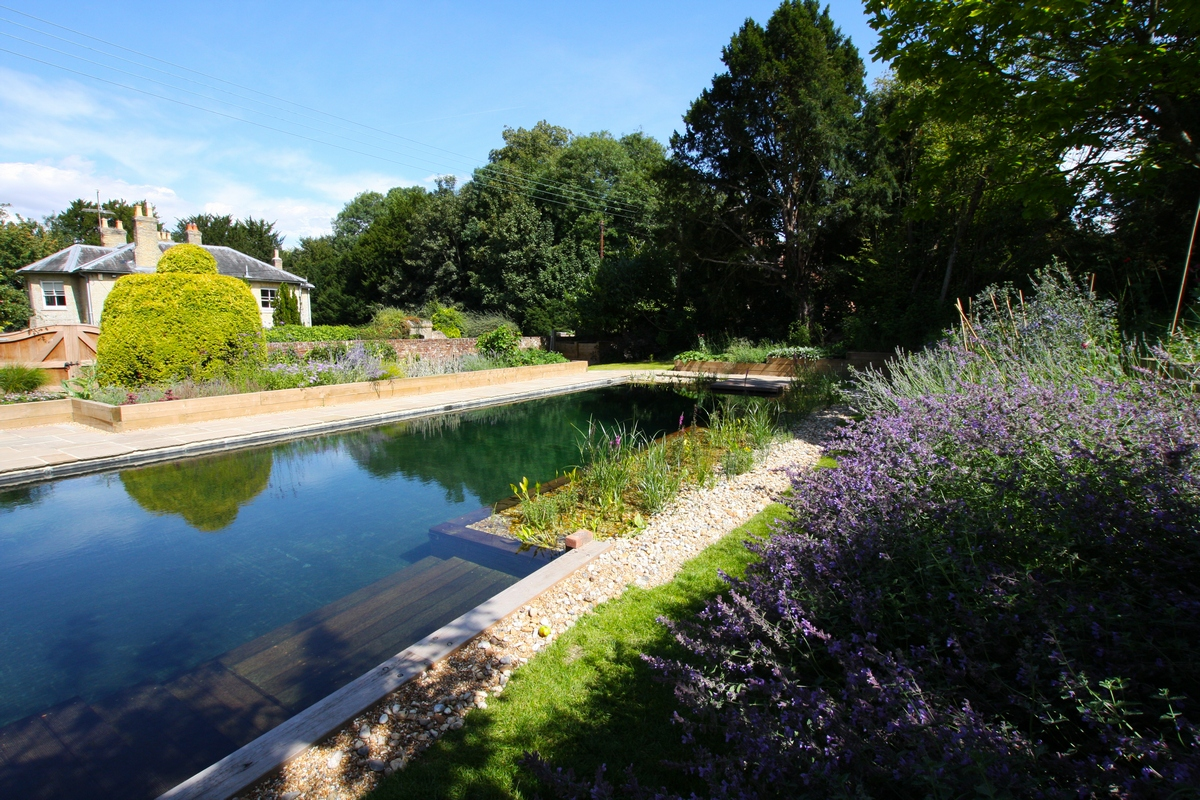
Piscina natural integrada en un jardí.

Una piscina natural, biopiscina o piscina naturalitzada és una piscina que utilitza sistemes de depuració naturals (plantes, etc) en comptes de químics (clor,..) o físics (UV).
En una biopiscina el procés de depuració es fa mitjançant plantes que ajuden a oxigenar i eliminar els nutrients que podrien permetre que es propaguessin les algues i altres microorganismes no desitjables, com per exemple: les larves de mosquit.
No és un mitjà estèril, ja que hi ha bacteris que es troben en un equilibri ecològic.
La zona de depuració consisteix en una piscina plena plantes i de substrats de filtració com grava, sorra o pedra volcànica.
És habitual que la zona de depuració plena de plantes estigui separada de la zona del bany. L'aigua és re-circulada d'una zona a l'altra mitjançant una bomba hidràulica, de manera que els nutrients produïts a la zona del bany arriben a les plantes purificadores.
Les biopiscines no són patrimoni exclusiu dels habitatges particulars, ni de conjunts petits. Hotels de disseny (hotels boutique) i grans cadenes, estan optant per aquest nou concepte, sobretot en Centre-Europa, on es venen utilitzant des de 1985.

## Història
Les primeres piscines naturals es van construir a principis dels anys 1980 a Àustria, on eren conegudes com a Schwimmteich. La primera la va construir Di Werner Gamerith en el seu jardí particular. Algunes de les primeres empreses que van utilitzar i van desenvolupar la idea de la piscina natural de manera comercial van ser l'empresa austríaca Biotop Landschaftsgestaltung i l'empresa alemanya BioNova.
En 1991 BioNova va construir la primera piscina natural d'ús públic, seguida per una altra de Biotop en Unzmarkt (Styria, Àustria).
El mercat de les piscines naturals es va expandir per Alemanya a la fi dels anys 1980. En 1998 els austríacs Gerhard Brandlmeier i Rainer Grafinger de l'empresa BioNova van dissenyar i van construir la primera piscina natural pública d'Alemanya.
Les piscines naturals es van estendre per tot Europa: Suïssa, Regne Unit, França, Itàlia, Espanya, Bèlgica, Holanda, Hongria i la República Txeca.
Al novembre de 2005, el paisatgista anglès Michael Littlewood va escriure el primer llibre de gran difusió en anglès sobre piscines naturals.
En 2010 es van registrar més de 20.000 piscines naturals a Europa, un centenar de les quals són en realitat piscines naturals d'ús públic a Alemanya. Bad Maria Einsiedel, dissenyada per BioNova, va marcar la piscina número 100, i es va inaugurar el 7 de juny de 2008. En l'estiu de l'any 2010 BioNova va construir la primera piscina natural pública a Suècia a la ciutat de Sigtuna.
Sud-amèrica ja compta amb empreses pioneres com Bio Bayres (Argentina), Piecur (Uruguai), Lagunaviva (Xile) lideris en la construcció de biopiscinas.

## Construcció

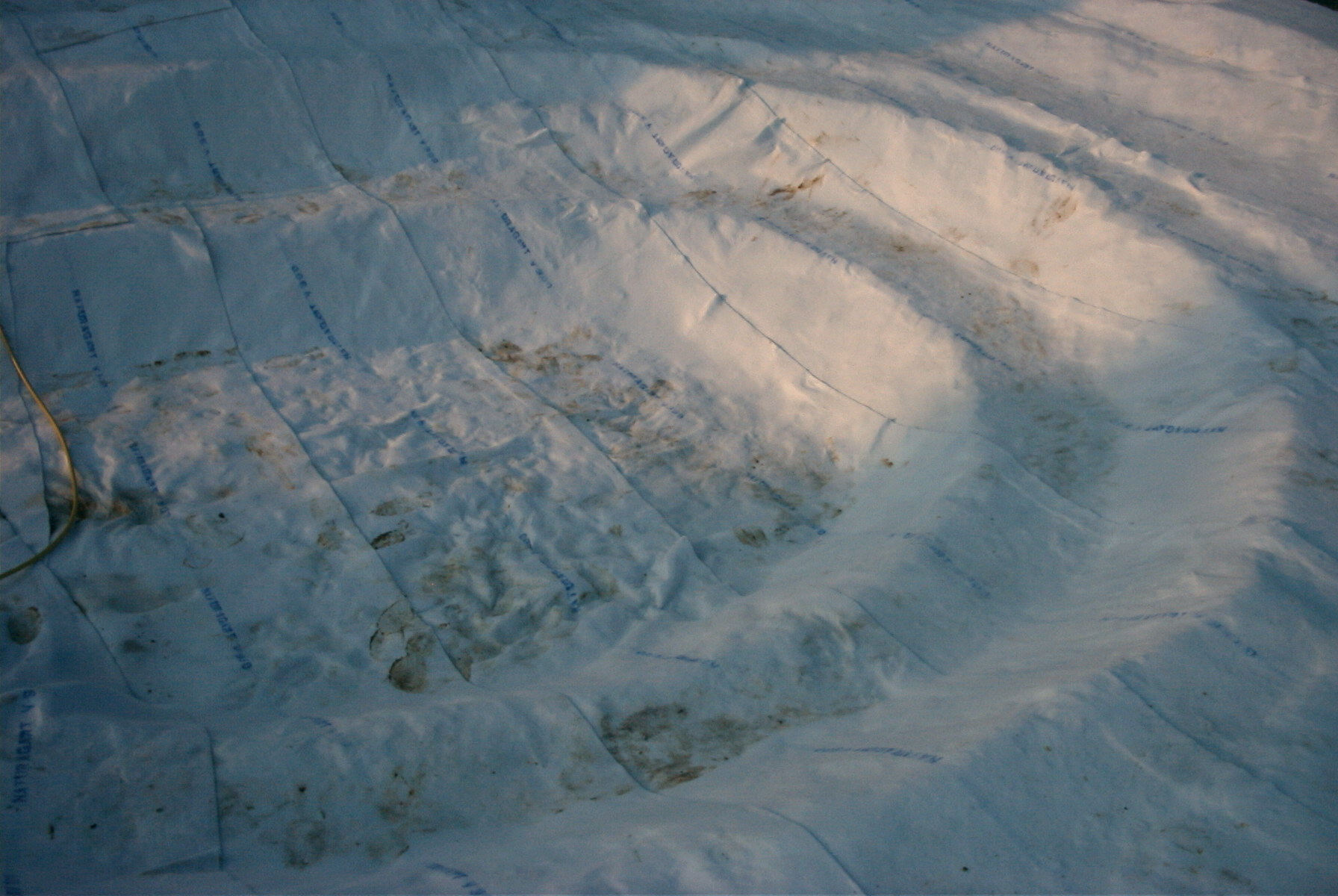
Procés de construcció d'una piscina natural domèstica.

La construcció d'una piscina natural, de manera simplificada, es compon dels següents passos:
- Excavació del terreny i perfilat del sòl.
- Eliminació de cossos estranys com pedres o arrels.
- Cobertura de la base del fossat amb sorra o material similar. A continuació s'estén una capa protectora d'arrels o perforacions.
- Instal·lació de la capa impermeabilitzant.
- Sistema de bomba d'impulsió i filtre.
- Qualsevol treball de formigó a les zones més humides com per exemple, bases de passarel·les o escales.
- Primer ompliment amb aigua.
- Execució de les ribes i plantació de vegetació a les zones de filtrat.
- Possible instal·lació de plataformes a manera d'embarcador.

Encara que l'equilibri biològic s'estabilitza per complet als dos o tres anys, la piscina es pot utilitzar des del primer moment.

## Avantatges

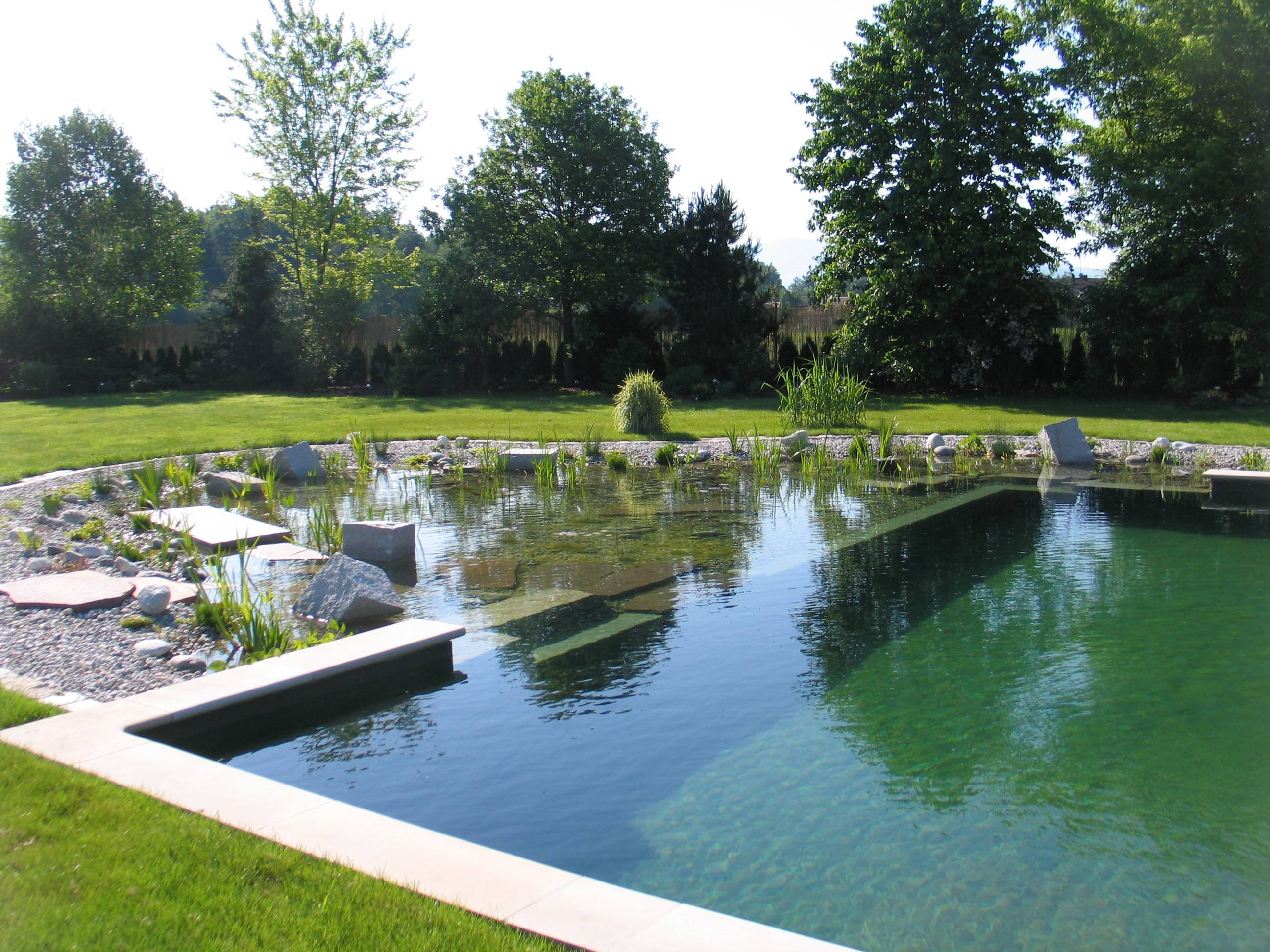
Combinació de formes ortogonals i orgàniques en una piscina natural.

- No hi ha clor que irriti els ulls o espatlli el pèl. La qualitat de l'aigua és similar a la d'un llac, un riu o un altre entorn natural semblant.
- Necessita menys manteniment (un parell de neteges de fons a l'any) i no cal comprar productes químics.
- Es poden incloure peixos i altres animals aquàtics. No només són decoratius, també poden menjar larves de mosquit i altres insectes indesitjables.
- No necessita buidar-se cada any, ni és convenient; per tant s'estalvia aigua.
- S'integren perfectament en jardins, ja que permeten major llibertat formal.
- Les plantes purificadores es mantenen sanes i fortes tot l'any.

## Desavantatges
- S'ha de calcular el nombre persones que la faran servir, si l'ús ha de ser intensiu o ha de contenir peixos. Més nivell d'ús significa més nutrients/brutícia pel que el filtre ha d'estar calculat pel nivell d'ús. En contra del que pugui semblar no és convenient orinar-se en la biopiscina perquè significa una càrrega de nutrients més alta i si el filtre no està suficientment sobre-dimensionat poden aparèixer algues (igual que succeiria en una piscina convencional).
- Solen necessitar més espai per acollir el filtre biològic i tenir un volum que no s'alteri ràpidament.

## Altres noms

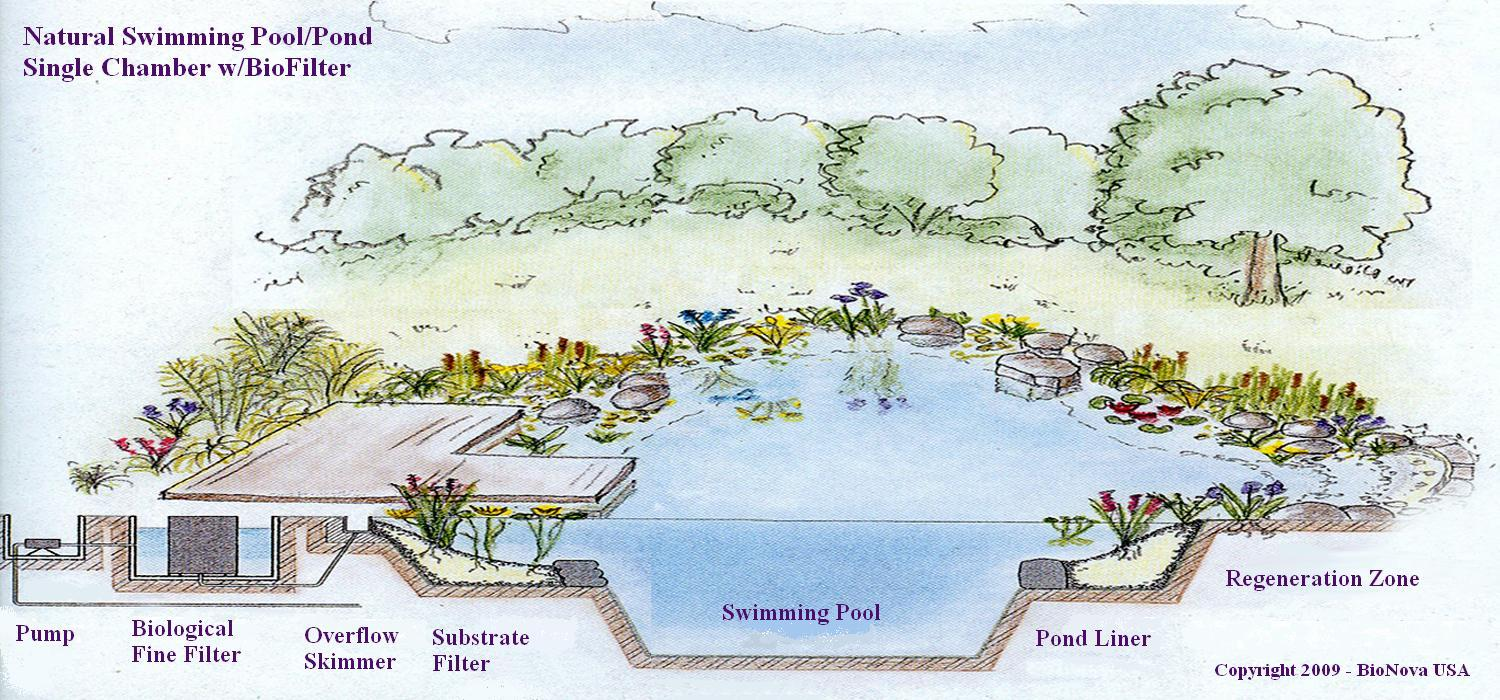
Esquema d'una piscina natural, sistema Bionova Natural Pools.

Aquest tipus de piscines també reben altres noms, com per exemple:
- Piscines naturals (natural pool en anglès)
- Piscines naturalitzades
- Piscines biològiques
- Biopiscinas
- Piscines de filtre biològic
- Piscines sense clor
- Piscines sense substàncies químiques
- NSP (de l'anglès Natural Swimming Pool o piscina natural)
- Estany natural (swimming pond o natural pond en anglès))

## Galeria d'imatges

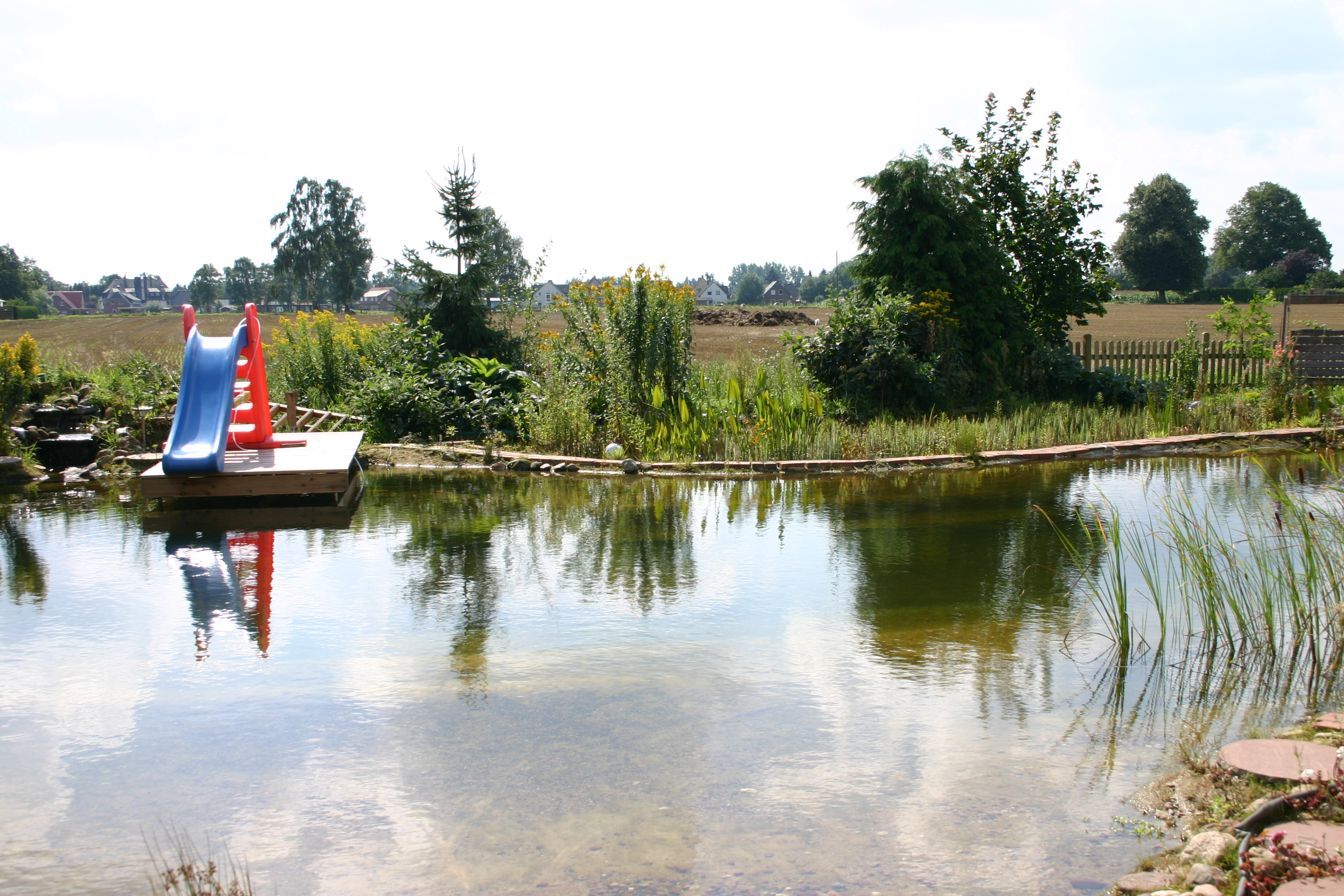
Un típic estany ecològic a l'estiu.
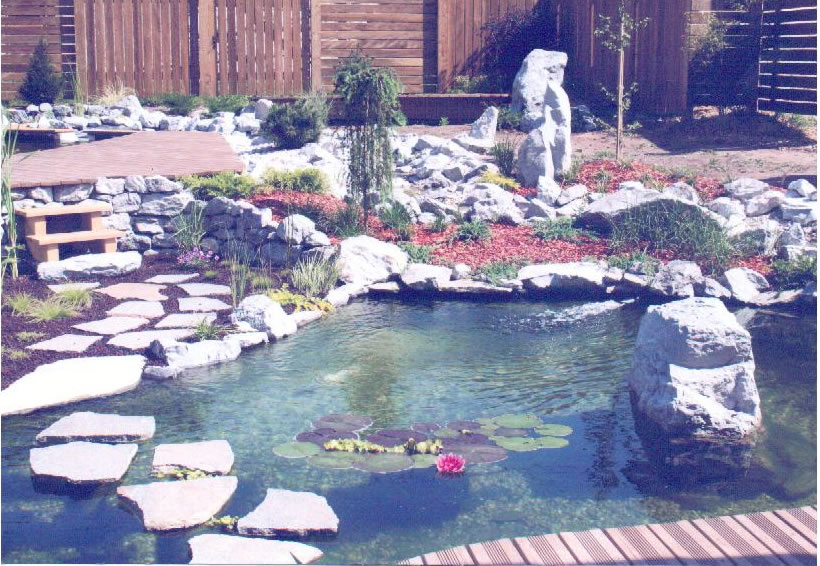
Filtre biològic integrat.